# Jadwiga Wołoszyńska
Jadwiga Wołoszyńska (* 5. April 1882 in Nadwórna in Galizien, Österreich-Ungarn; † 30. August 1951 in Krakau) war eine polnische Botanikerin und Hochschullehrerin. Ihre Arbeitsgebiete waren Algologie, Limnologie und Paläobotanik. Ihr offizielles botanisches Autorenkürzel lautet „Wołosz.“.
Wołoszyńska war die erste Absolventin der Universität Lwów (Lemberg) und die zweite Frau, die eine Professur an der Jagiellonen-Universität erhielt. Sie beschrieb 171 neue Algenarten.

## Wirken
Wołoszyńska studierte von 1903 bis 1907 Botanik an der Universität Lwów und wurde 1912 promoviert. Sie spezialisierte sich auf die Algenkunde und untersuchte Seen in Polen, Litauen, der Ukraine, auf Java, Sumatra und in Afrika sowie Algen der Ostsee. Wołoszyńska wurde 1924 Assistentin von Władysław Szafer an der Jagiellonen-Universität. Im Jahr 1930 wurde sie Dozentin und 1932 als zweite Frau Professorin. Bis 1945 blieben sie und die Indologin Helena Willman-Grabowska die einzigen Hochschullehrerinnen. Nach dem Zweiten Weltkrieg wurde Wołoszyńska 1946 auf den Lehrstuhl für pharmazeutische Botanik berufen, der 1950 an das Collegium Medicum in Krakau verlegt wurde. Ihre Lehrtätigkeit übte sie bis zu ihrem Tod aus.
Wołoszyńska veröffentlichte 50 Artikel in wissenschaftlichen Zeitschriften, darunter waren die Beschreibungen von sieben neuen Gattungen, 126 Artenbeschreibungen und 45 neue fossile Arten.

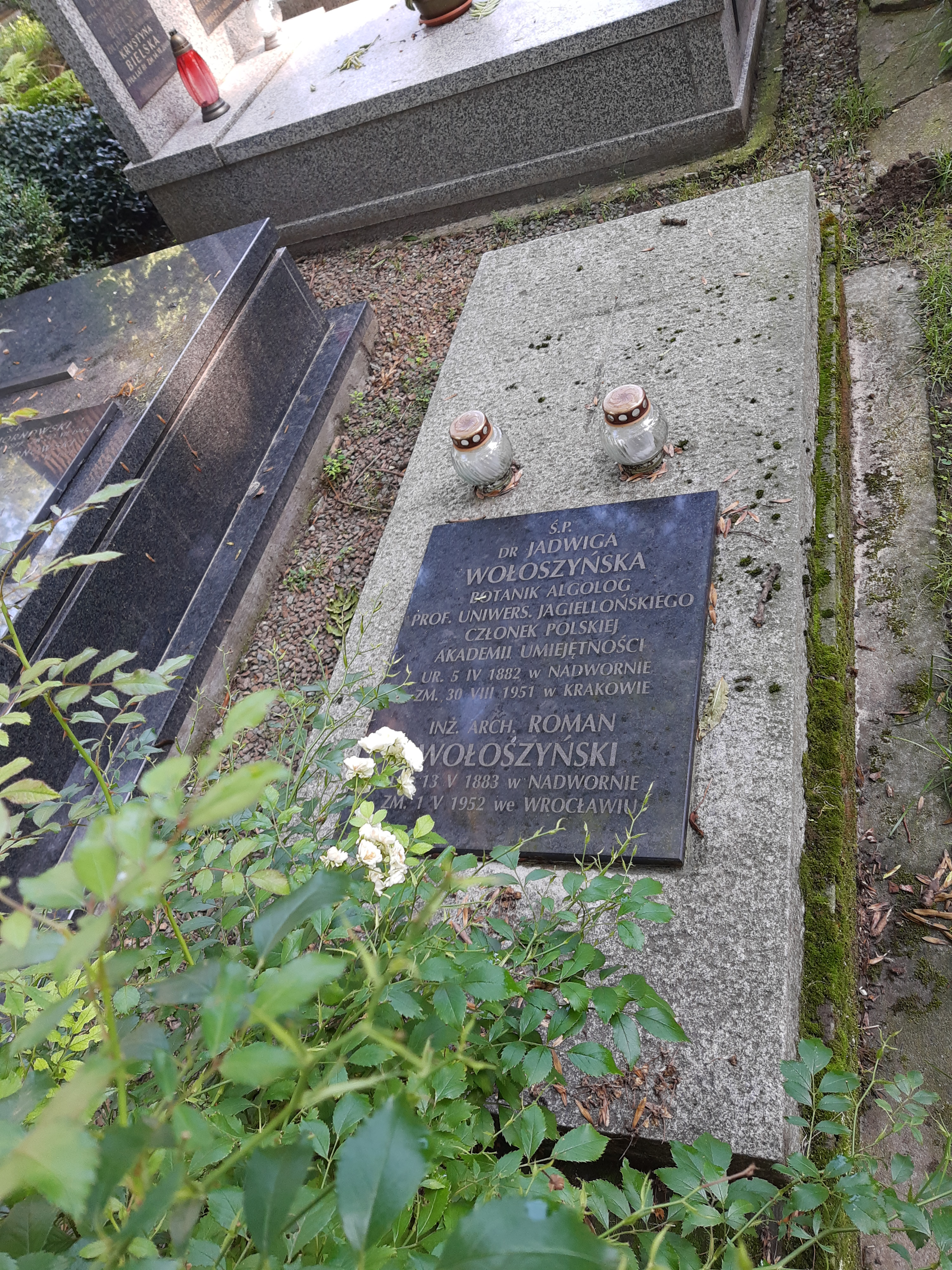
Grab von Jadwiga Wołoszyńska auf dem Rakowicki-Friedhof

Wołoszyńska war Mitglied der wissenschaftlichen Gesellschaft Polska Akademia Umiejętności (PAU). Sie wurde auf dem Friedhof Rakowicki in Krakau begraben.
Nach Jadwiga Wołoszyńska wurden der Panzergeißler Gymnodinium pseudoplaustre Woloszynskia apiculata und die Art Jadwigia benannt.

## Schriften (Auswahl)
- Das Phytoplankton einiger javanischer Seen, mit Berücksichtigung des Sawa-Planktons. 1912 (Online-Link auf AlgaeBase)
- Glony stawów i młak tatrzańskich (Die Algen der Tatraseen und Tümpel). 1918.
- Studja porównawcze nad jeziorami tatrzańskiemi i Pojezierzem... 1924, 1926.
- Dinoflagellatae polskiego Baltyku i Blot nad Piasnica (Dinoflagellatae der polnischen Ostsee sowie der an der Piasnica gelegenen Sümpfe). 1928.
- Asterionella formosa Hass. var. tatrica n. var. w jeziorach tatrzańskich. 1934.
- Über eine Wasserblüte von Cyanophyceen in der Danziger Bucht und eine Wucherung der Diatomee Chaetoceros Eibenii Grun. 1935.
- Bruzdnice Tatr i Karpat Wschodnich. 1951–52.